# William Keith, 5. Earl Marischal
William Keith, 5. Earl Marischal (* um 1585; † 28. Oktober 1635 auf Dunnottar Castle) war ein schottischer Adliger.

## Leben
Er war der älteste Sohn des George Keith, 4. Earl Marischal (um 1553–1623), aus dessen erster Ehe mit Hon. Margaret Home (1565–1598), Tochter des Alexander Home, 5. Lord Home. Im Rahmen seiner Ausbildung unternahm er eine 1601 eine Grand Tour nach Paris, Orléans, Tours und Saumur.
1621 erhielt er das Amt des Sheriffs von Kincardineshire. Beim Tod seines Vaters erbte er 1623 dessen Adelstitel als 5. Earl Marischal, 5. Lord Keith und 3. Lord Altrie. Mit den Titeln war das erbliche Staatsamt des Marschalls von Schottland sowie ein Sitz im Parlament von Schottland verbunden. 1626 wurde er in den schottischen Kronrat (Privy Council) und 1627 auch in den schottischen Kriegsrat (Council of War) aufgenommen.
Er interessierte sich für die Besiedlung der schottischen Kolonie Nova Scotia und wurde am 28. Mai 1625 von König Karl I. mit einem dortigen 48.000 Acre großen Territorium (in New Brunswick) belehnt, dass nach ihm Barony of Keith Marischal genannt wurde. Zugleich erhielt er hinsichtlich seiner neuen Territorien in Amerika für die Dauer von 19 Jahren die Privilegien des Admiralsamts und des Münzrecht. Es sind keine konkreten Besiedlungs- oder Erschließungsversuche des Earls hinsichtlich jener Territorien überliefert.
Als König Karl I. im Juli 1626 drei Schiffe zum Transport von Verstärkungen für seinen Onkel König Christian IV. von Dänemark-Norwegen im Niedersächsisch-Dänischen Krieg ausrüstete, ernannte er Keith zum Kommandeur dieser Flotte. Im April 1627 wurde er Kommandeur einer drei Schiffe umfassenden Flotte zur Sicherung der schottischen Küste. 1631 wurde er erneut zum Kommandeur der königlichen Flotte in Schottland ernannt, von deren sieben Schiffen er sechs selbst und der König eines ausrüstete. 1634 rüstete er eine Flotte aus, die König Władysław VII. von Polen im Russisch-Polnischen Krieg unterstützte.
Er starb am 28. Oktober 1635 auf Dunnottar Castle und wurde am 26. Dezember 1635 in der dortigen Kirche bestattet.

## Ehe und Nachkommen
1609 heiratete er Lady Mary Erskine († 1667), Tochter des John Erskine, 19. Earl of Mar. Mit ihr hatte er acht Kinder:
- William Keith, 6. Earl Marischal (1614–1671), ⚭ (1) 1637 Lady Elizabeth Seton (1621–1650), Tochter des George Seton, 3. Earl of Winton, ⚭ (2) 1654 Lady Anne Douglas († um 1689), Tochter des Robert Douglas, 8. Earl of Morton;
- George Keith, 7. Earl Marischal († 1694), ⚭ 1662 Lady Mary Hay († 1701), Tochter des George Hay, 2. Earl of Kinnoull;
- Hon. Sir Robert Keith;
- Hon. Alexander Keith († 1644);
- John Keith, 1. Earl of Kintore († 1714), ⚭ 1662 Lady Margaret Hamilton (* 1641), Tochter des Thomas Hamilton, 2. Earl of Haddington;
- Lady Mary Keith († nach 1663), ⚭ 1632 John Graham, Lord Kinpoint (um 1613–1644), Sohn des William Graham, 1. Earl of Airth;
- Lady Jane Keith, ⚭ Alexander Forbes, 1. Lord Forbes of Pitsligo;
- Lady Anne Keith.

Seine Witwe heiratete 1639 in zweiter Ehe als dessen dritte Gattin Patrick Maule, 1. Earl of Panmure.